# Alejandro López Canorea
Alejandro López Canorea (Madrid, 1996) es un periodista, analista político, docente y escritor español.

## Biografía
Es licenciado en biología especializado en socioecosistema con máster en antropología y profesorado por la Universidad Autónoma de Madrid.
Desde 2020 es coordinador y periodista digital especializado en política internacional en Descifrando la guerra, nacido en 2017, donde profesionaliza el medio de comunicación creando su estructura legal como sociedad.
Entre 2022 y 2023 ha participado como periodista y analista puntual para tratar la Invasión rusa de Ucrania para el Telediario y el Canal 24 horas junto a Ana Blanco e Igor Gómez, en Radio Nacional de España en programas como No es un día cualquiera, A golpe de bit, Gente despierta o en informativos de RNE. También ha participado en Radio Euskadi para el programa Distrito Euskadi o Boulevard, en Canal Sur Radio, Catalunya Ràdio, TV3, Televisión de Galicia o TRECE en diferentes programas tanto de televisión como de radio. Para La Sexta ha participado en programas como La Sexta columna, La Sexta noche y en La Sexta noticias. Es colaborador habitual del programa La Base con Pablo Iglesias Turrión y lo fue en otros programas como Cuatro al día con Joaquín Prat, En el punto de mira con Ana Terradillos y En boca de todos con Diego Losada. Hasta 2024, Descifrando la guerra tuvo una sección en el programa Entre avui i demà de IB3 Ràdio del cual ha sido colaborador inicialmente. Ha sido colaborador puntual para programas de televisión y de radio internacional como France 24, Radio Francia Internacional y emisoras de América Latina.
Como reportero ha cubierto desde el terreno distintos eventos de importancia global como la cumbre de la OTAN en Madrid de 2022, la guerra ruso-ucraniana desde Ucrania, Bielorrusia y Rusia en 2022 y 2023.
En 2022 lanza su primer libro en solitario, Ucrania. El camino hacia la guerra, de la mano de la editorial La Esfera de los Libros donde narra el conflicto de Ucrania con Rusia en su historia y cómo se llega a la actual invasión. Además ha lanzado dos libros más sobre política internacional, Cementerio de gigantes. Afganistán y su turbulenta historia y La pugna por el nuevo orden internacional. Claves para entender la geopolítica de las grandes potencias. en colaboración con otros autores.
Desde 2024 es colaborador en la sección informativa del programa de Radio 3 Hoy empieza todo y colaborador habitual en programas como La noche en 24 horas en RTVE y En Jake en ETB2. Cubrió desde Bruselas las Elecciones al Parlamento Europeo de 2024 en un plató cedido por el Parlamento Europeo.

## Televisión y Radio

### Programas de televisión
| Programas de televisión | Programas de televisión | Programas de televisión | Programas de televisión |
| Año                     | Título                  | Cadena                  | Notas                   |
| ----------------------- | ----------------------- | ----------------------- | ----------------------- |
| 2022                    | Cuatro al día           | Cuatro                  | Colaborador             |
| 2022                    | En el punto de mira     | Cuatro                  | Colaborador             |
| 2022                    | En boca de todos        | Cuatro                  | Colaborador             |
| 2022-2024               | La Base                 | Canal RED               | Colaborador             |
| 2023-2024               | El Tablero              | Canal RED               | Colaborador             |
| 2023-2024               | Zona Comanche           | Canal RED               | Colaborador             |
| 2024-actualidad         | La noche en 24 horas    | 24 horas                | Colaborador             |
| 2024-actualidad         | En Jake                 | ETB2                    | Colaborador             |

### Programas de radio
| Programas de radio | Programas de radio | Programas de radio | Programas de radio |
| Año                | Título             | Emisora            | Notas              |
| ------------------ | ------------------ | ------------------ | ------------------ |
| 2022               | Enfoque Global     | Capital Radio      | Colaborador        |
| 2024-actualidad    | Hoy empieza todo   | Radio 3            | Colaborador        |

## Publicaciones

### Libros
- López Canorea, A. (2022). Ucrania. El camino hacia la guerra. La Esfera de los Libros. ISBN 9788413843582.
- García Marcos, A.; Farrokh, K.; Sánchez García, J.; Muños Lorente, A.; Díaz Cabo, D.; Román, J.; López Canorea, A.; García-Muñoz, R. (2022). Cementerio de gigantes. Afganistán y su turbulenta historia. HRM Ediciones. ISBN 9788417859619.
- López Canorea, A.; Marrades, À; González Márquez, J. (2023). La pugna por el nuevo orden internacional. Claves para entender la geopolítica de las grandes potencias. Espasa. ISBN 9788467069754.

### Publicaciones académicas
- Varea, C.; Sánchez-García, E.; Bogin, B.; Ríos, L.; Gómez-Salinas, B.; López Canorea, A.; Martínez-Carrión, J.M. (2019). «Disparities in height and urban social stratification in the first half of the 20th century in Madrid (Spain).». International Journal of Environmental Research and Public Health, 16 (en Inglés) (MDPI) (11).
- López Canorea, A. (2023). «Ucrania, nodo crítico de materias primas en Europa y el mundo». Papeles de Relaciones Ecosociales y Cambio Global (FUHEM) (163).

## Reconocimientos
- European Defense Network 2023.
- Reconocimiento al Compromiso Internacional 2023 de la Sectorial de Relaciones Internacionales.